# Catastrophe de l'ultramarathon du Gansu
 (juin 2021).
 (février 2024).
Si vous disposez d'ouvrages ou d'articles de référence ou si vous connaissez des sites web de qualité traitant du thème abordé ici, merci de compléter l'article en donnant les références utiles à sa vérifiabilité et en les liant à la section « Notes et références ».

Carte du parcours

La catastrophe de l'ultramarathon du Gansu est survenue le 22 mai 2021 lorsque 21 coureurs de l'ultramarathon sont décédés par mauvais temps alors qu'ils concouraient à Gansu, en Chine. C'est l'accident de sports de plein air le plus meurtrier en Chine, dépassant le désastre de rafting du fleuve Yangtze en 1986 (zh) qui avait fait 10 morts.

## Catastrophe
Le Yellow River Stone Forest Mountain Marathon est une compétition de trail organisée chaque année depuis 2018, à partir de la zone pittoresque de la forêt de pierre du fleuve Jaune. L'édition 2021 se composait de trois épreuves : 5 km de course à pied, un semi-marathon en nature et un ultramarathon de 100 km. Les participants à la course de 100 km devaient donner la preuve qu'ils avaient terminé une course similaire de plus de 50 km au cours de la dernière année et être âgés de 18 à 60 ans.
La course a débuté, avec 172 participants, à 9 h 0 le samedi 22 mai 2021 au bord du fleuve Jaune dans le xian de Jingtai, à Baiyin. Les coureurs étaient vêtus de shorts et de t-shirts. La route de 100 km à travers la région de la forêt de pierre du fleuve Jaune s'élèverait à plus de 2 000 m à travers un terrain montagneux. Dans les trois heures, dans une section difficile de l'itinéraire, les coureurs ont essuyé des rafales, de fortes pluies et de la grêle, et la course a été annulée vers 14 h 0. Les températures dans le xian avaient chuté à 6°C avant qu'intervienne le refroidissement éolien. Des coureurs se sont évanouis à cause du froid. Peu de temps après avoir reçu des appels à l'aide, les autorités ont envoyé une équipe de secours qui a secouru 18 athlètes.
Dans la soirée, une opération de sauvetage impliquant plus de 1 200 personnes a été lancée, utilisant des drones à imagerie thermique et du matériel radar. Un berger de moutons a sauvé six concurrents en les amenant à son abri chauffé. Les opérations de sauvetage ont été rendues plus difficiles par un glissement de terrain après la pluie. Les opérations de recherche se sont terminées à midi le dimanche 23 mai.
Vingt et un coureurs sont morts et huit autres ont été blessés. Les décès comprenaient Liang Jing, 31 ans, un champion d'ultramarathon et Huang Guanjun, un champion de marathon des Jeux paralympiques nationaux de Chine de 2019.

### Prévisions météorologiques
Les organisateurs de la course ont déclaré qu'il n'y avait pas de prévisions de conditions météorologiques extrêmes pour le jour de la course. Cependant, la branche locale de la ville de Baiyin du Centre national d'information d'alerte précoce avait mis en garde pendant trois jours contre la grêle et les vents violents dans la région. Le Bureau météorologique de Gansu a mis en garde contre «de fortes averses soudaines, de la grêle, des éclairs, des vents soudains de force coup de vent» à travers la province dans une prévision du vendredi 21 mai.

## Réactions
Les décès ont généré une colère publique considérable sur les médias sociaux chinois, la plupart des reproches étant dirigés contre le gouvernement de Baiyin et des questions soulevées sur le manque de planification d'urgence. La colère a été amplifiée par la nouvelle que deux athlètes de marathon d'élite, Liang Jing et Huang Guanjun, étaient parmi les morts. Lors d'une conférence de presse le 23 mai, le maire de Baiyin, Zhang Xuchen, a présenté ses excuses pour les lacunes dans l'organisation de l'événement: "En tant qu'organisateurs de l'événement, nous nous sentons profondément coupables. Nous exprimons notre chagrin pour les victimes et nos sincères condoléances aux familles des victimes et des blessés".
À la suite de l'enquête organisée par le gouvernement provincial, en décembre 2023, la cour de justice de Baiyin a condamné cinq organisateurs, et celle de Lanzhou deux autres, à des peines de 3 à 5 ans de prison,.